# سفارة أوغندا في فرنسا
سفارة أوغندا في فرنسا هي أرفع تمثيل دبلوماسي لدولة أوغندا لدى فرنسا. تقع السفارة في باريس وهي تهدف لتعزيز المصالح الأوغندية في فرنسا.

## وصلات خارجية
- الموقع الرسمي
- قائمة سفارات أوغندا
- قائمة السفارات في فرنسا